# Pillage du mausolée oriental

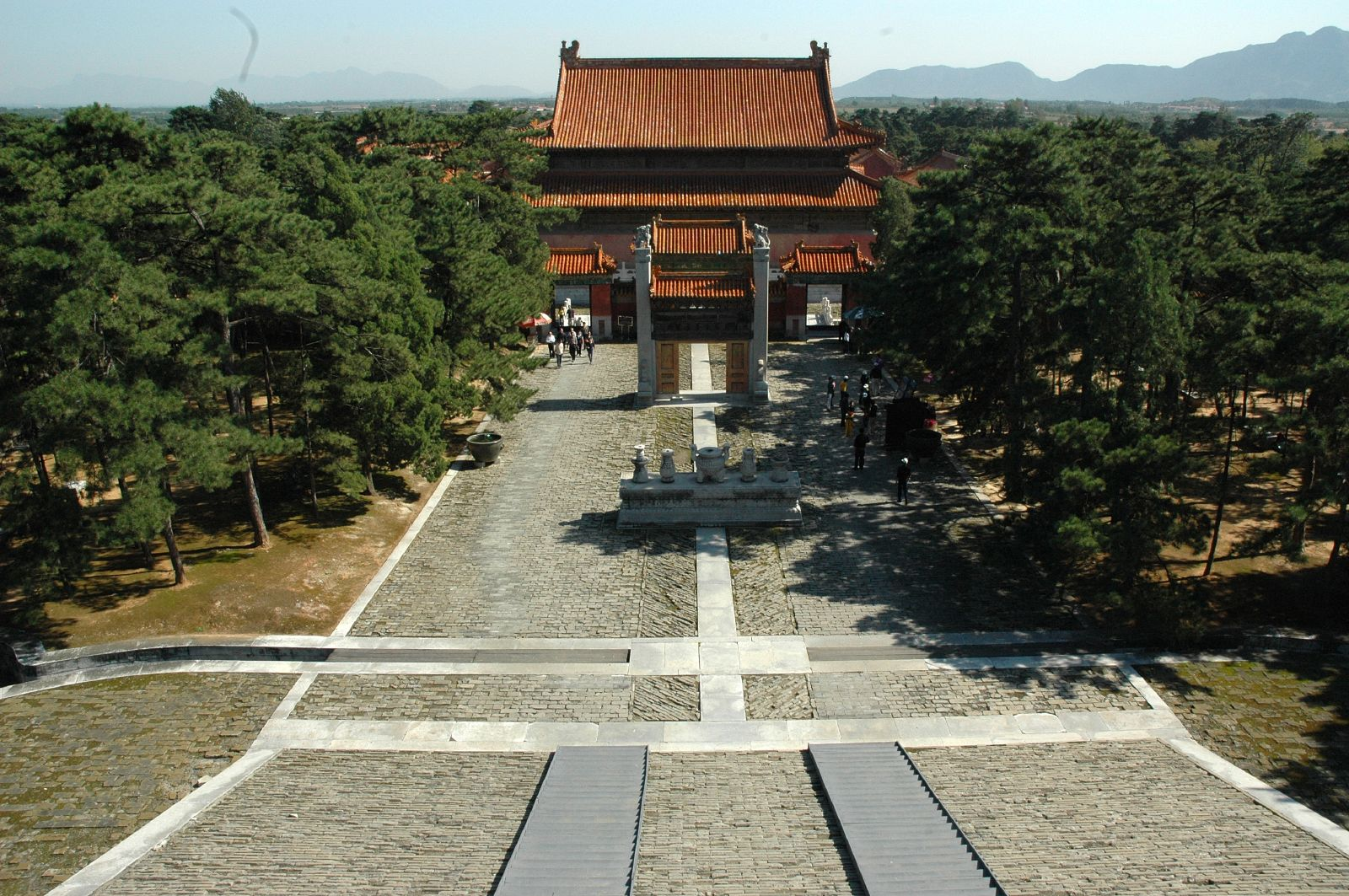
Les tombes Est des Qing.

Le pillage du mausolée oriental est un incident qui s'est produit en 1928, durant lequel plusieurs mausolées des tombeaux orientaux de la dynastie Qing sont saccagés par les troupes du seigneur de la guerre chinois Sun Dianying.

## Contexte
Au matin du 8 juillet 1928, le seigneur de guerre Sun Dianying et son armée arrivent aux mausolées orientaux de la dynastie Qing à Malanyu (en) dans le Hebei. Il s'agit du lieu d'inhumation des empereurs et impératrices Qing, situé à 120 km de la Cité interdite de Pékin. Le site funéraire de 78 km2 accueille les restes de 5 empereurs, 15 impératrices et 136 concubines au sein de 15 tombes, dont celle des empereurs Shunzhi (1638–1661), Kangxi (1654–1722), Qianlong (1711–1799) et de l'impératrice douairière Cixi (1835–1908).

## Opération de pillage
Le 12 juin 1928, Sun Dianying lance une grande opération de pillage qui détruit presque tous les trésors funéraires des mausolées Huifeiling et Yuling et du palais souterrain Puxiangyu East Dingling. Ma Futian, commandant de la 28e armée de Zhang Zuolin, avait occupé paisiblement Malanyu. Sun Dianying ordonne à Tan Wenjiang, l'un de ses commandants, de prendre le secteur des tombes. Le 2 juillet, à l'aube, Ma Futian est chassé et l'armée de Tan pille les mausolées de Malanyu. Après cela, l'armée de Sun se rend dans la zone des tombes orientales des Qing, sous prétexte d'y effectuer des exercices militaires. Tan Wenjiang place des policiers tout autour, empêchant l'accès et des panneaux indiquant que l'armée « protège les tombes » pour empêcher les intrusions.
L'opération de pillage est dirigée par Sun Dianying depuis sa voiture. Des camions sont utilisés pour transporter les trésors historiques pillés. À minuit, un corps de génie fait sauter l'entrée du palais souterrain. La pierre scellant l'entrée est brisée et donne accès à la pièce arrière de la tombe. Sun donne d'abord la priorité aux commandants de bataillon de collecter les trésors eux-mêmes. Finalement, les simples soldats sont autorisés à prendre les restes.

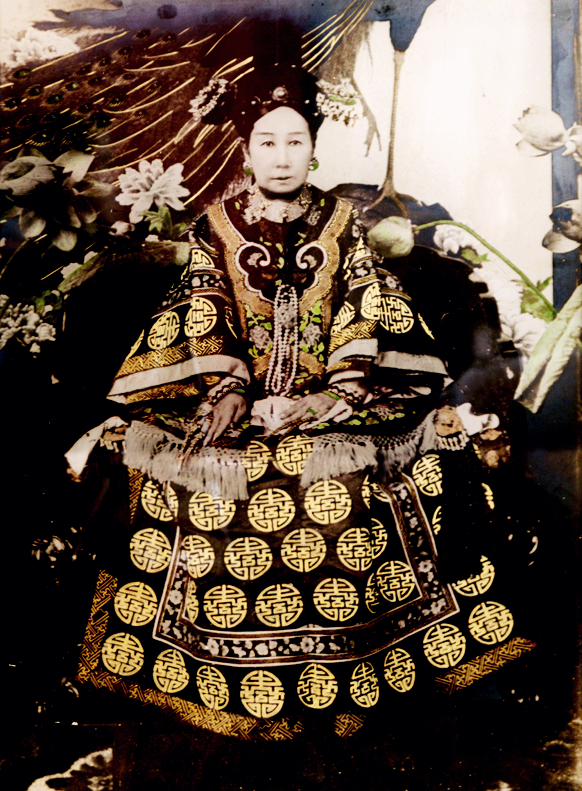
L'impératrice Cixi (1835-1908).

Les voleurs prennent d'abord les grands objets placés autour du cercueil de l'impératrice Cixi, comme des pastèques, des sauterelles, des légumes, des lotus de jade et des coraux en jadéite. Ils prennent même les objets situés autour du corps et bousculent le cadavre, lui volant sa robe impériale, ses sous-vêtements fins et ses chaussures, et volent les bijoux et les perles qu'elle porte. Ils vont jusqu'à ouvrir sa bouche pour prendre la perle qui y est déposée. Finalement, ils prennent les objets placés sous le cercueil, les préférés de Cixi quand elle était vivante.
Tandis que Tan Wenjiang pille la tombe de Cixi, Han Dabao, un commandant de brigade, mène un autre groupe au mausolée Yuling et annonce son intention d'y effectuer un exercice militaire. Ses hommes font sauter l'entrée et les portes du palais souterrain, et se précipitent dans la tombe. Les cercueils de l'empereur Qianlong (1711-1799), de ses deux impératrices, et de ses trois concubines sont ouverts, tous les trésors sont pillés et les squelettes sont jetés par terre. Les soldats se ruent ensuite au palais souterrain Puxiangyu East Dingling et volent tout ce qu'ils peuvent. 
Les journaux chinois et internationaux rapportent le pillage. Des télégrammes sont envoyés à Tchang Kaï-chek dans lesquels Yan Xishan, commandant de la garnison de Pékin, le comité central du Kuomintang, et des journaux locaux, lui demandent de punir sévèrement Sun Dianying. Cependant, Sun, ayant soudoyé ceux qui ont le pouvoir de le sanctionner, ne reçoit aucun châtiment.
Après avoir volé les trésors des tombes, Sun et son armée scellent les chambres vides avec des pierres. Les imposants mausolées subsistent toujours aujourd'hui.